# Remeis a l'amor
Remeis a l'amor (en llatí Remedia amoris o Remedium amoris) és un poema didàctic, format per 814 dístics elegíacs, escrit pel poeta llatí Publi Ovidi. L'objectiu del poema és ensenyar, en particular als homes joves, a evitar la idealització de la dona estimada i procurar-los ajuda en cas que el "mal d'amors" els porti desesperació i desgràcia. Ovidi assegura que els suïcidis que són producte d'amors dissortats es poden evitar fàcilment mitjançant el compliment dels seus consells. Alguns d'aquests consells són:
Per deixar la parella:
- Intentar posar fi al sentiment amorós abans que no esdevingui més fort.
- Intentar tenir el major nombre possible d'ocupacions, per exemple a la feina.
- Viatjar i tractar d'evitar els llocs que puguin tenir a veure amb el sentiment amorós.
- Ocupar-se de molts assumptes, o si més no d'un altre assumpte per tal d'oblidar l'anterior.
- Intentar mantenir relacions sexuals de la manera més desagradable possible.
- Centrar-se en els defectes físics de la parella.
- Intentar centrar-se en les desgràcies que s'esdevenen a causa de la relació.
- Evitar llocs on es puguin veure parelles.
- Convèncer-se que no hi ha rivals, per evitar caure en la gelosia.[n. 1]

Després d'haver deixat la parella:
- Evitar qualsevol contacte amb ella, la família i els parents.
- Quan calgui explicar per què s'ha abandonat la relació, evitar d'entrar en detalls.
- Intentar no parlar de les relacions amb la parella.
- Si s'ha de tornar a veure l'exparella, intentar no arreglar-se per a l'ocasió.
- Oblidar qualsevol possibilitat de reiniciar una relació amb ella en el futur.
- Cremar cartes i retrats de l'exparella.[1]
- Evitar representacions teatrals o poesies que idealitzen el sentiment amorós.
- Evitar d'aturar-se davant la porta de la casa de l'exparella i observar-la com un lloc que només ha portat dissort.
- Evitar certs tipus de menjar.
- Beure alcohol amb moderació; no abusar-ne!

## Edicions en català
- Ovidi. Remeis a l'amor; Cosmètics per a la cara.  Barcelona: Fundació Bernat Metge, 1975 (Literatura llatina). ISBN 8472251446.